# Kathedraal van de Heilige Nicolaas (Wenen)
De Kathedraal van de Heilige Nicolaas  (Duits: Russisch-Orthodoxe Kathedrale zum heiligen Nikolaus; Russisch: Собо́р святи́теля Никола́я Чудотво́рца, Sobor svjatitelja Nikolaja Tsjoedotvortsa, lett. Kathedraal van de heilige Nicolaas de Wonderdoener) is een Russisch-orthodoxe kerk in de Oostenrijkse hoofdstad Wenen.

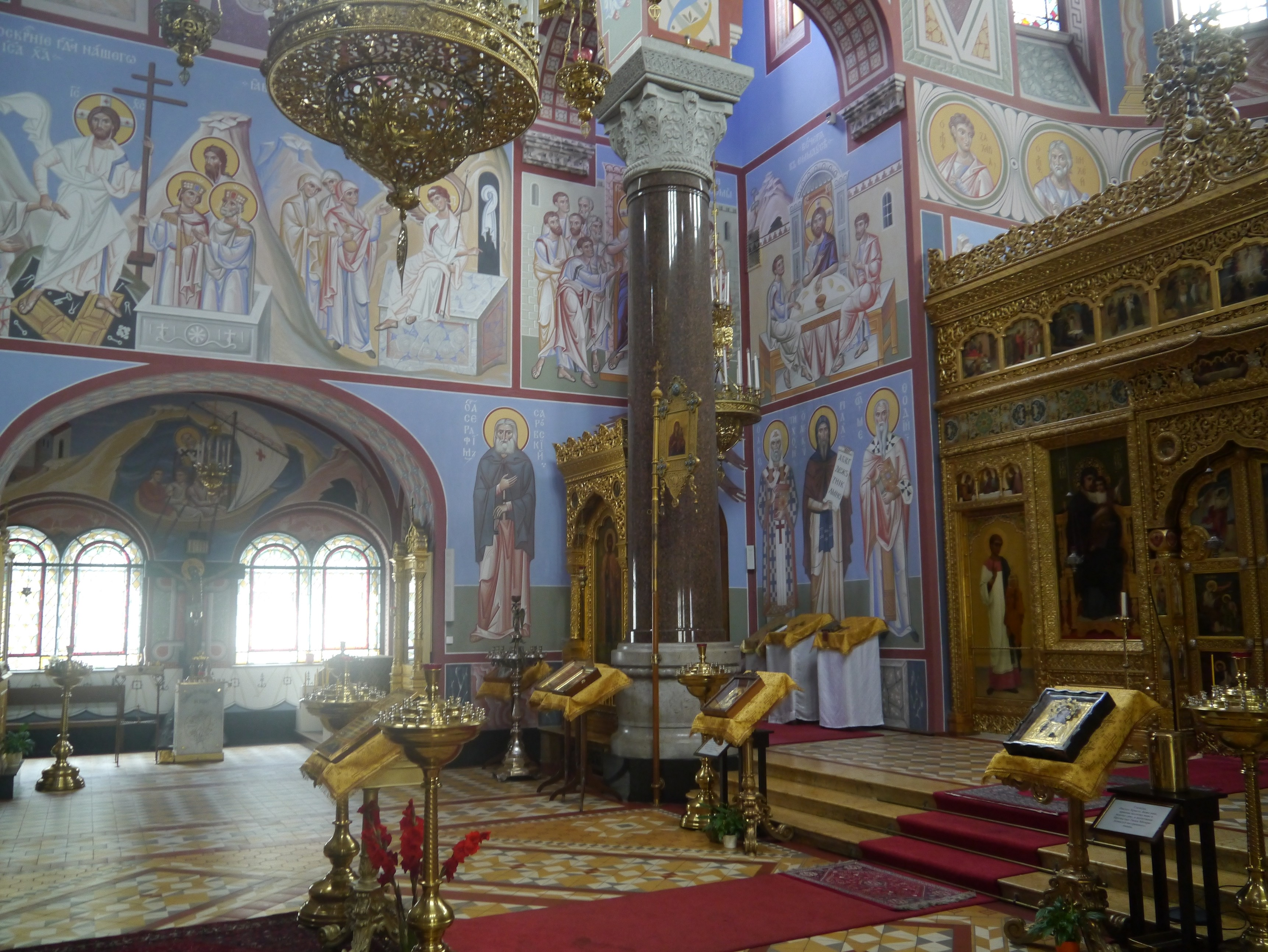
Interieur

## Geschiedenis
De kerk werd in de jaren 1893-1899 naar het ontwerp van Grigori Ivanovitsj Kotov door de Italiaanse architect Luigi Giacomelli als kerk voor de in 1872–73 gebouwde ambassade van het keizerrijk Rusland gebouwd. Een groot deel van de bouwkosten (400.000 roebel) werd door een gift van tsaar Alexander III bekostigd.
De wijding van de kathedraal vond op 4 april 1899 plaats. Sinds 1962 is de kerk de zetelkerk voor de tot het patriarchaat Moskou behorende eparchie voor Wenen en Oostenrijk.
Tussen 2003 en 2008 werd de kathedraal grondig gerenoveerd. In plaats van de geplande plechtigheid van de herwijding vond op 21 december 2008 er een dienst plaats ter nagedachtenis van de overleden patriarch Aleksi II.
Direct naast de kathedraal staat de Russische ambassade.

## Omschrijving
Het kerkgebouw is een traditionele Russische kerk met vijf koepels. De kerk wordt verdeeld tussen een beneden- en een bovenkerk. De patroonheilige van de bovenkerk is de heilige Nicolaas, de patroonheilige van de benedenkerk is de heilige grootvorst Alexander Nevski.